# Teófilo Barrios
Teófilo Barrios (23 de julho de 1964) é um ex-futebolista profissional paraguaio que atuava como defensor.

## Carreira
Teófilo Barrios representou a Seleção Paraguaia de Futebol na Copa América de 1991 e  1993.